# 克里斯·布朗 (田徑運動員)
克里斯托弗·“克里斯”·布朗（英語：Christopher "Chris" Brown，1978年10月15日—），巴哈马田径运动员。克里斯·布朗在2000年奥林匹克运动会和2008年奥林匹克运动会获得400米接力赛铜牌和银牌。在2012年夏季奥林匹克运动会田径比赛，他与队友德米特里斯·品德、邁克爾·馬修、拉蒙·米勒于4×400米接力赛摘下金牌。